# Borre (Noorwegen)
Borre is een voormalige gemeente en plaats in de Noorse gemeente Horten, provincie Vestfold. Borre telt 738 inwoners (2007) en heeft een oppervlakte van 0,61 km².